# Bộ Tịch (夕)
Bộ Tịch (夕) nghĩa là "buổi tối" hoặc "buổi chiều" là một trong 31 bộ thủ được cấu tạo từ 3 nét trong số 214 Bộ thủ Khang Hi. Trong Khang Hi tự điển, có 34 ký tự (trong tổng số 49.030) được tìm thấy dưới bộ thủ này.

## Các chữ thuộc bộ Tịch (夕)

Giáp cốt văn
Kim văn
Đại triện
Tiểu triện

| Số nét | Chữ         |
| ------ | ----------- |
| 3 nét  | 夕          |
| 5 nét  | 外 夗 夘    |
| 6 nét  | 夙 多 夛 名 |
| 8 nét  | 夜 夝       |
| 10 nét | 夞 够       |
| 11 nét | 夠 梦       |
| 12 nét | 夡          |
| 14 nét | 夢 夣 夤 夥 |